# Glenochrysa opposita
Glenochrysa opposita är en insektsart som först beskrevs av Robert McLachlan 1863.
Glenochrysa opposita ingår i släktet Glenochrysa och familjen guldögonsländor. Inga underarter finns listade i Catalogue of Life.